# كينجي وو
كينجي وو (بالصينية: 吳克群,) هو كاتب أغاني ومغني وممثل تايواني، ولد في 18 أكتوبر 1979 بكاوهسيونغ في تايوان.

## وصلات خارجية
- كينجي وو على موقع IMDb (الإنجليزية)
- كينجي وو على موقع ميوزك برينز (الإنجليزية)
- كينجي وو على موقع ديسكوغز (الإنجليزية)
- كينجي وو على موقع قاعدة بيانات الفيلم (الإنجليزية)